# Залужье (Гомельская область)
Залу́жье (бел. Залужжа) — упразднённый посёлок в Светиловичском сельсовете Ветковского района Гомельской области Белоруссии.

## География
В 26 км на север от Ветки, 48 км от Гомеля.
Кругом лес.

## Транспортная сеть
Транспортные связи по просёлочной, затем автомобильной дороге Светиловичи — Гомель. Планировка состоит из короткой улицы почти меридиональной ориентации, застроенной деревянными домами усадебного типа.

## История
Основан в 1946 году переселенцами из соседних деревень. В 1959 году входил в состав совхоза «Восточный» (центр — деревня Акшинка).
В результате катастрофы на Чернобыльской АЭС и радиационного загрязнения жители (5 семей) переселены в 1991 году в чистые места.
Официально упразднён в 2011 году.

## Население
- 1959 год — 32 жителя (согласно переписи).
- 1991 год — жители (5 семей) переселены.
- 2010 год — жителей нет.